# Zosterops

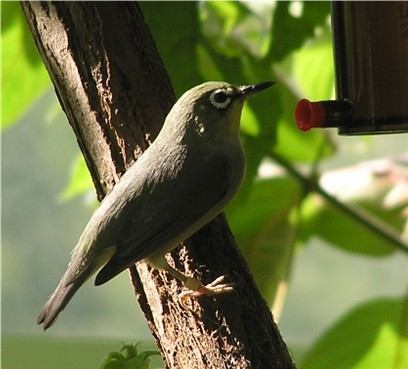
Zostèrops oriental, Zosterops palpebrosus

Zosterops és un gènere de la família dels zosteròpids (Zosteropidae) i l'ordre dels passeriformes. Són els típics moixons de la seva família. El gènere va ser descrit per Nicholas Aylward Vigors i Thomas Walker Horsfield el 1837. Alguns estudis han proposat incloure aquest gènere en els timàlids.
Aquest és el gènere amb major nombre d'espècies, dins la família dels zosteròpids. Viuen a les ecozones afrotròpica, indomalaia, i australàsia. Fan una llargària de 8 - 15 cm. És característic el seu anell ocular de plomes blanques, encara que algunes espècies no en tenen.

## Taxonomia
Segons la classificació del la IOC World Bird List aquest gènere està format per 107 espècies:
- Zosterops ceylonensis - zosterop de Sri Lanka.
- Zosterops nigrorum - zosterop groguenc.
- Zosterops atricapilla - zosterop de capell.
- Zosterops abyssinicus - zosterop d'Abissínia.
- Zosterops flavilateralis - zosterop de Kenya.
- Zosterops mbuluensis - zosterop de Mbulu.
- Zosterops erythropleurus - zosterop de flancs castanys.
- Zosterops simplex - zosterop de Swinhoe.
- Zosterops emiliae - zosterop ullnegre.
- Zosterops japonicus - zosterop del Japó.
- Zosterops palpebrosus - zosterop oriental.
- Zosterops meyeni - zosterop de les Filipines.
- Zosterops semiflavus - zosterop de Marianne.
- Zosterops mouroniensis - zosterop del Karthala.
- Zosterops olivaceus - zosterop olivaci de la Reunió.
- Zosterops chloronothos - zosterop olivaci de l'illa de Maurici.
- Zosterops borbonicus - zosterop gris de la Reunió.
- Zosterops mauritianus - zosterop gris de l'illa de Maurici.
- Zosterops melanocephalus - zosterop del mont Camerun.
- Zosterops stenocricotus - zosterop de bosquina.
- Zosterops stuhlmanni - zosterop verd.
- Zosterops eurycricotus - zosterop del Kilimanjaro.
- Zosterops brunneus - zosterop de Bioko.
- Zosterops poliogastrus - zosterop d'Etiòpia.
- Zosterops kikuyuensis - zosterop kikuiu.
- Zosterops socotranus - zosterop de Socotra.
- Zosterops ficedulinus - zosterop de Principe.
- Zosterops griseovirescens - zosterop d'Annobón.
- Zosterops feae - zosterop de São Tomé.
- Zosterops lugubris - zosterop lúgubre.
- Zosterops leucophaeus - zosterop argentat.
- Zosterops silvanus - zosterop dels Taita.
- Zosterops senegalensis - zosterop del Senegal.
- Zosterops pallidus - zosterop de l'Orange.
- Zosterops winifredae - zosterop dels Pare.
- Zosterops virens - zosterop del Cap.
- Zosterops anderssoni - zosterop d'Andersson.
- Zosterops vaughani - zosterop de l'illa de Pemba.
- Zosterops modestus - zosterop de les Seychelles.
- Zosterops maderaspatanus - zosterop de Madagascar.
- Zosterops aldabrensis - zosterop d'Aldabra.
- Zosterops kirki - zosterop de Kirk.
- Zosterops mayottensis - zosterop de Mayotte.
- Zosterops chloris - zosterop de ventre llimona.
- Zosterops flavissimus - zosterop de Wakatobi.
- Zosterops atrifrons - zosterop frontnegre.
- Zosterops nehrkorni - zosterop de les Sangihe.
- Zosterops consobrinorum - zosterop de Sulawesi.
- Zosterops somadikartai - zosterop de les Togian.
- Zosterops anomalus - zosterop d'ulleres negres.
- Zosterops minor - zosterop frontverd.
- Zosterops chrysolaemus - zosterop caranegre.
- Zosterops meeki - zosterop de Tagula.
- Zosterops dehaani - zosterop de Morotai.
- Zosterops atriceps - zosterop de les Moluques.
- Zosterops buruensis - zosterop de Buru.
- Zosterops stalkeri - zosterop de Seram.
- Zosterops flavus - zosterop groc.
- Zosterops citrinella - zosterop pàl·lid.
- Zosterops luteus - zosterop australià.
- Zosterops lateralis - zosterop dorsigrís.
- Zosterops auriventer - zosterop de Hume.
- Zosterops melanurus - zosterop de Sangkar.
- Zosterops everetti - zosterop d'Everett.
- Zosterops vellalavella - zosterop de Vella Lavella.
- Zosterops sanctaecrucis - zosterop de les Santa Cruz.
- Zosterops fuscicapilla - zosterop capnegre.
- Zosterops crookshanki - zosterop de les Entrecasteaux.
- Zosterops flavifrons - zosterop de les Vanuatu.
- Zosterops superciliosus - zosterop de Woodford.
- Zosterops lacertosus - zosterop de Sanford.
- Zosterops gibbsi - zosterop de Vanikoro.
- Zosterops explorator - zosterop de les Fiji.
- Zosterops hypoxanthus - zosterop de les Bismack.
- Zosterops mysorensis - zosterop de Biak.
- Zosterops oblitus - zosterop de Guadalcanal.
- Zosterops hamlini - zosterop de l'illa de Bougainville.
- Zosterops rendovae - zosterop pitgrís.
- Zosterops oleagineus - zosterop gros de Yap.
- Zosterops finschii - zosterop de Finsch.
- Zosterops ponapensis - zosterop de Pohnpei.
- Zosterops cinereus - zosterop de Kosrae.
- Zosterops rotensis - zosterop de l'illa de Rota.
- Zosterops metcalfii - zosterop gorjagroc.
- Zosterops stresemanni - zosterop de Malaita.
- Zosterops novaeguineae - zosterop de Nova Guinea.
- Zosterops kuehni - zosterop d'Ambon.
- Zosterops grayi - zosterop de Kai Besar.
- Zosterops luteirostris - zosterop de Gizo.
- Zosterops uropygialis - zosterop de Kai Kecil.
- Zosterops splendidus - zosterop de Ranongga.
- Zosterops kulambangrae - zosterop de les Salomó.
- Zosterops tetiparius - zosterop ullfosc.
- Zosterops natalis - zosterop de Christmas.
- Zosterops conspicillatus - zosterop embridat.
- Zosterops semperi - zosterop de les Carolines.
- Zosterops hypolais - zosterop petit de Yap.
- Zosterops griseotinctus - zosterop de les Louisiade.
- Zosterops murphyi - zosterop de Kolombangara.
- Zosterops inornatus - zosterop gros de Lifou.
- Zosterops albogularis - zosterop pitblanc.
- Zosterops samoensis - zosterop de les Samoa.
- Zosterops strenuus - zosterop robust.
- Zosterops tenuirostris - zosterop becfí.
- Zosterops minutus - zosterop petit de Lifou.
- Zosterops xanthochroa - zosterop dorsiverd.
- Zosterops rennellianus - zosterop de l'illa de Rennell.